# Investmentbolag
Investmentbolag har som affärsidé att äga aktier i andra aktiebolag. En del investmentbolag syftar bara till att långsiktigt åstadkomma bästa möjliga substansutveckling för sina ägare. Andra, som till exempel Industrivärden och Investor, är maktbolag som primärt tillkommit för att kontrollera andra företag. En snarlik konstruktion är holdingbolaget, ett begrepp som dock normalt avser ett moderbolag i en mer permanent koncern av bolag i samma eller närliggande branscher.
Förändringarna har som mål att förbättra företagens avkastning på det kapital företaget använder.

## Skatterättslig reglering
Investmentföretag är en skatterättslig konstruktion som möjliggör kapitalplacering och aktieförvaltning i bolagsform. Flera stora svenska ägarsfärer har i stor utsträckning styrts med hjälp av investmentföretag, bland andra Investor och Industrivärden. Syftet med den särskilda skattemässiga behandlingen av investmentföretag är att undvika negativa konsekvenser av kedjebeskattning vid förvaltning av aktiebolag i Sverige.
Enligt inkomstskattelagen (IL 39:15) är ett investmentföretag ett aktiebolag eller ekonomisk förening som förvaltar värdepapper eller liknande tillgångar, vars uppgift väsentligen är att genom ett välfördelat värdepappersinnehav erbjuda andelsägarna riskfördelning, och som ett stort antal fysiska personer äger andelar i.

## Riskkapital
En typ av investmentbolag är så kallade privatkapitalbolag (private equity), riskkapitalbolag som enbart investerar i onoterade bolag eller köper hela publika bolag så att de blir avnoterade (tas privata). När ett investmentbolag eller riskkapitalbolag köper stora delar av ett företag blir ägarspridningen så låg att det i vissa fall avnoteras från börsen om det är ett börsbolag.
Skillnaden mellan ett investmentbolag och ett riskkapitalbolag är stor. De s.k. riskkapitalbolagen fungerar oftast som rådgivare till en fond som i sin tur äger investeringsbolaget. Fonden i sin tur har ett stort antal investerare såsom amerikanska pensionsfonder. För att få status som investmentbolag måste företagen inneha värdepapperen under en längre tid. Omsättningen av deras ägandeandelar i de företag de investerar i ska på aktiemarknaden inte överstiga en tredjedel per år. De ska också ha god spridning inom olika stora företag inom olika branscher.
Staten ville tidigare främja långsiktig företagsutveckling i Sverige; investmentbolag behövde därför inte skatta för reavinster. Ett riskkapitalbolag innehade inte denna skattebefrielse. Det före detta investmentbolaget Bure Equity tappade sin investmentbolagsstatus efter att i början av 2000-talet gjort många och snabba ändringar i sin aktieportfölj. Bolaget eftertaxerades därför också för de reavinster som gjordes. Numera heter bolaget Bure Equity.
Från den 1 juli 2003 är normalt alltid ett moderbolags försäljning av dotterbolag skattefri.

## Några investment- och private equity-bolag

### Europeiska
- IK Investment Partners

### Svenska
- Altor, onoterat riskkapitalbolag.
- Bure, börsnoterat investmentbolag.
- Cevian Capital, onoterat riskkapitalbolag.
- Creades, börsnoterat investmentbolag med Sven Hagströmer med familj som största ägare.
- Eastnine, börsnoterat investmentbolag.
- EQT, börsnoterat riskkapitalbolag med börsnoterade Investor som delägare och investerare.
- Healthcap, onoterat riskkapitalbolag med fokus på investeringar inom Life Science.
- Industrivärden, börsnoterat investmentbolag med L E Lundbergföretagen som största ägare.
- Investor, börsnoterat investmentbolag med familjen Wallenberg som största ägare.
- Kinnevik, börsnoterat investmentbolag med familjen Stenbeck som största ägare.
- KTH Chalmers Capital, onoterat riskkapitalbolag som investerar i bolag i tidiga skeden.
- Latour, börsnoterat investmentbolag med Gustaf Douglas med familj som största ägare.
- LE Lundbergföretagen, börsnoterat investmentbolag med Fredrik Lundberg med familj som största ägare.
- Melker Schörling AB, onoterat investmentbolag med Schörling som störste ägare.
- Nordic Capital, onoterat riskkapitalbolag.
- Northzone, onoterat riskkapitalbolag.
- Proventus, privat onoterat bolag med Robert Weil med familj som största ägare.
- Ratos , börsnoterat investmentbolag med familjen Söderberg som största ägare.
- Spiltan, onoterat investmentbolag (handlas månadsvis på Alternativa listan) med Per Håkan Börjesson med familj som största ägare.
- Svolder, börsnoterat investmentbolag med Rolf Lundström med familj som största ägare.
- Segulah, onoterat riskkapitalbolag.
- AB Traction, börsnoterat investmentbolag.
- Triton, onoterat riskkapitalbolag.
- Öresund, börsnoterat investmentbolag med Mats Qviberg med familj som största ägare.